# Edgard Leite
Edgard Leite Ribeiro (Rio de Janeiro, 22 marzo 1889 – Rio de Janeiro, 9 settembre 1974) è stato un pallanuotista brasiliano.
È stato membro del Brasile che ha partecipato ai Giochi di Anversa 1920, classificandosi al quarto posto.